# Chankonabe
 (septembre 2016).
Le chankonabe (ちゃんこ鍋, ou chanko nabe) est un ragoût japonais très calorique, couramment consommé en grande quantité par les lutteurs de sumo dans le cadre d'un régime hypercalorique.

## Composition

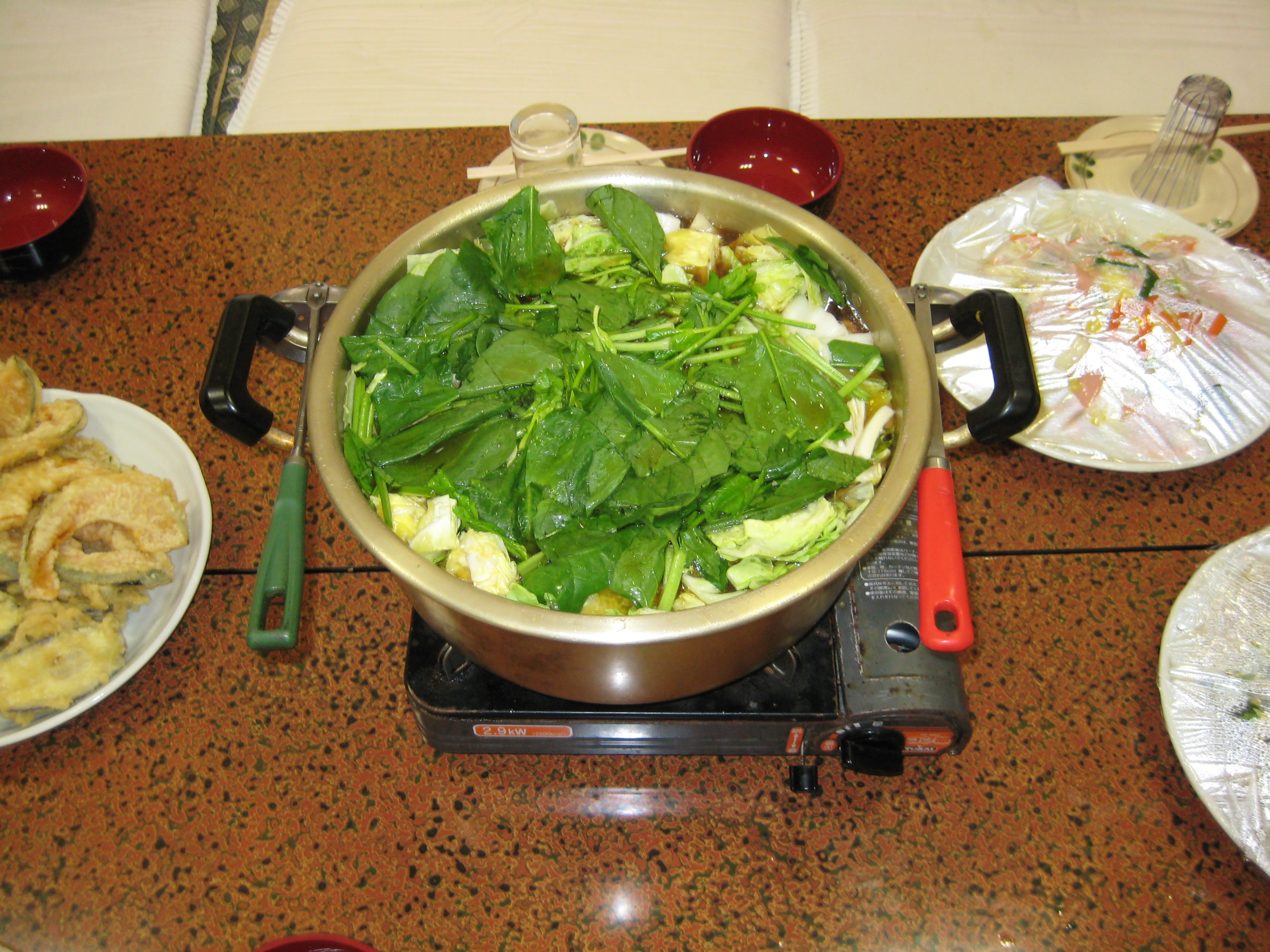
Gros plan d'un chankonabe.

Le chankonabe contient une base de soupe dashi ou de bouillon de poulet avec du saké ou du mirin pour ajouter de la saveur. La majeure partie du chankonabe est composée de grandes quantités de protéines, généralement du blanc de poulet sans la peau, du poisson frit, du tofu, du bœuf et des légumes comme le daikon, le chou chinois, ou des champignons shiitake. L'ensemble des ingrédient mijote dans un nabe, la marmite japonaise.
Le chankonabe est très riche en protéines. Il est servi en quantité massive, avec de la bière et du riz pour augmenter l'apport calorique.

## Consommation du plat
Le chankonabe n'a pas de recette fixe et contient souvent ce qui est disponible en cuisine. Le premier chankonabe est servi vers midi, il est traditionnellement servi de manière hiérarchique, c'est-à-dire les lutteurs supérieurs et tous les invités de la réception mangent en premier, les jeunes sumotoris se contentent de ce qu'il reste. 
Le premier repas est suivi d’une sieste jusqu’au milieu de l’après-midi. Cette méthode permet de faire assimiler la nourriture dans l'organisme, de prendre du poids et du gras. Le deuxième chankonabe est pris le soir, vers 19-21 heures, il précède la nuit de sommeil, et favorise également la prise de poids. 
C'est aussi un plat pour les restaurants populaires, il est souvent servi dans les restaurants exploités par des lutteurs de sumo à la retraite qui se spécialisent dans ce plat. Le premier restaurant de chankonabe est le Kawasaki Chanko, fondé en 1937 dans le quartier de Ryōgoku dans l'est de Tokyo.

## Croyance
Le chankonabe servi au cours des tournois de sumo est fabriqué exclusivement avec du poulet, l'idée étant qu'un lutteur de sumo doit toujours être sur ses deux jambes comme un poulet, pas à quatre pattes comme une vache. De même, le poisson est rarement utilisé, car c'est une créature qui n’a ni bras ni jambes, et donc peut porter malheur au sumotori.

## Étymologie
Nabe signifie à la fois la marmite japonaise et les ragoûts japonais braisés dans une seule cocotte, tandis que chanko désigne tout simplement le repas pris par les sumos.
Plusieurs théories existent pour l’étymologie du mot chanko. Le vocable chanko remonte à la fin du XIXe siècle, lorsqu’un lutteur à la retraite prit en charge la cuisine quotidienne dans une écurie de sumo à Tokyo. Le suffixe -chan est une expression d'affection, et on suppose que les repas cuisinés par ce vieux sumotori furent appelés chankonabe, en français la « marmite du pépé ».